# Trzęsienie ziemi w Ekwadorze (1987)
Trzęsienie ziemi w Ekwadorze w 1987 – seria trzęsień ziemi, jakie miały miejsce w północnej części Ekwadoru, w dniu 5 marca i 6 marca 1987 roku, 25 km na północ od wulkanu Reventador, powodując zniszczenia i ofiary.